# Monogononta
Az Egypetefészkűek osztálya (Monogononta) a Kerekesférgek (Rotatoria) törzsének egyik osztálya.

## Leírás
A kerekesférgek fajokban leggazdagabb osztálya. Fajaikra jellemző, hogy csak egy csíramirigyük van. Szaporodásforgóval szaporodnak, kétivaros és szűznemzéssel létrehozott nemzedékek váltják egymást. Az ivaros szaporodás során létrejött nemzedékek hímjei jóval kisebbek és egyszerűbb felépítésűek, mint a nőstényeik.

### Csoportosítás
A kerékszerv és a láb alkotása alapján három rendbe csoportosíthatók.

#### Ujjaslábúak rendje(Ploima)
Sok faj tartozik ide. Vízben szabadon úszó, mászó, más állatokra telepedő, valamint állatok és növények külső és belső élősködői is megtalálhatók ebben a csoportban.
A Zsákbelű kerekesférgek (Asplanchnidae) család tagjai üvegesen átlátszóak, ezért különösen alkalmas arra, hogy élve tanulmányozzák. Leggyakoribb képviselőik egyike a 0,5 - 1,5 mm hosszú Zsákbelű férgecske(Asplanchna priodonta). Főként a nyári hónapokban jelenik meg tömegesen a tavak, tócsák vizében. Parthenogenetikus nemzedékének képviselői a víz hőmérsékletének emelkedésével egyre hosszabbak lesznek. Az Asplancha sieboldi faj sajátossága, hogy oldalsó szárnyszerű, behúzható oldalnyulványai vannak.
A Karos kerekesférgek (Synchaetidae) családba tartozó  Polyarthra nem képviselőinek feltűnően nagy függelékeik vannak. Közülük a 0,15 mm hosszú, nagyobb tavak planktonjában található Kardos férgecske ( Polyarthra vulgaris) említhető. Zömök, henger alakú testének mindkét oldalán egy-egy levél alakú függelék található, ezek valószínűleg a lebegést segítik elő. Ezek a függelékek nyáron rövidebbek, télen hosszabbak.
A Dicranophorus nemre a fajgazdagság jellemző. A vizek aljzatán és a növényzet között élnek.A 0,5 mm hosszú Vércseférgecske (Dicranophorus grandis) ragadozó. A rágószerve kiölthető, alkalmas a táplálék megragadására.